# Шаранович, Милован
Милован Шаранович (серб. Милован Шарановић / Milovan Šaranović; 20 ноября 1913, Поткрай — 31 июля 1943, Зайзенберг, ныне Жужемберк) — югославский черногорский партизан, полковник Народно-освободительной армии Югославии, Народный герой Югославии.

## Биография
Родился 20 ноября 1913 в деревне Поткрай близ города Даниловград в бедной крестьянской семье. Черногорец по происхождению. Окончил начальную школу в родном селе и гимназию в Даниловграде (пятый и шестой класс гимназии окончил в Подгорице). По причине бедственного положения семьи ушёл из гимназии в 1930 году и поступил в Военную академию Белграда, которую успешно окончил в 1933 году. Произведён в младшие лейтенанты (подпоручики) пехоты и отправлен на службу в 29-й пехотный полк, город Требине. Позднее проходил службу в Билече в Школе офицеров запаса, а затем перебрался в Марибор. В 1939 году безуспешно пытался поступить в Высшую военную академию.
Незадолго до войны школа резервных офицеров из Марибора была переведена в Травник. Когда началась Апрельская война, батальон Милована участвовал в обороне Яйце. Поскольку командиры не оказывали сопротивления немцам, Милован с небольшой группой интеллигентов, студентов и коммунистов был единственным, кто сражался за город. После того, как положение стало безнадёжным, в течение 20 дней он двигался в родную деревню. В июне 1941 года он вступил в партизанское движение и, командуя ротой, вступил в схватку за Даниловград, приняв боевое крещение. Также он сражался за Веле-Брдо и Подгорицу, 1 декабря 1941 участвовал в битве за Плевлю. В начале 1942 года  был назначен командиром Косоволужского батальона, который в районе Оря-Лука — Богетичи разгромил итальянскую колонну, которая пыталась прорвать осаду Никшича; за это батальон был удостоен благодарности от Верховного штаба НОАЮ. Командуя батальоном в Зетском отряде, Милован вёл бои в Черногории против врагов в Студенце, Кабленой-Главице, Жупе, Коньске и других местечках. В апреле 1942 года принят в КПЮ.
После образования 5-й пролетарской черногорской ударной бригады 12 июня 1942 Шаранович был назначен командиром 4-го батальона, с которым участвовал в марше пролетарских бригад в Боснию. Осенью 1942 года назначен заместителем командира 5-й пролетарской бригады. В конце 1942 года по приказу Верховного штаба НОАЮ командирован в Словению и там назначен командиром Штирийской оперативной зоны. В мае 1943 года произведён в полковники НОАЮ и назначен начальником Главного штаба НОАЮ в Словении. Под его руководством успешно действовали словенские 5-я ударная, 5-я пролетарская ударная и 4-я ударная бригады совместно с хорватскими частями. Под руководством Шарановича эти бригады отличились в боях при Метлике, наступлении в Сувой-Крайне, битве за Кочевье, победном сражении на Еленовом-Жлебе и так далее.
31 июля 1943 во время штурма Ново-Места Милован Шаранович погиб близ города Жужемберк.
25 октября 1943 Антифашистское вече народного освобождения Югославии посмертно наградило Шарановича орденом и званием Народного героя Югославии. После войны он был похоронен на Кладбище народных героев в Любляне.